# 大洼灌区
大洼灌区是中国辽宁省大洼的一个灌区，其水源为辽河。灌区设计面积68.1万亩，实际面积为54.3万亩，进水闸设计流量为56立方米每秒。